# Хаенковский сельский совет (Ичнянский район)
Хаенковский сельский совет (укр. Хаєнківська сільська рада) — входит в состав
Ичнянского района
Черниговской области
Украины.
Административный центр сельского совета находится в 
с. Хаенки
.

## Населённые пункты совета
- с. Хаенки
- с. Вороновка
- с. Киколы